# Sinéquia vulvar
Sinéquia dos lábios menores (em latim: synechiae labiorum minorum), às vezes chamada de sinéquia vulvar (em latim: synechia vulvae; do em grego:  synecheia - continuidade, comunicação) é uma fusão de grandes ou pequenos lábios da vulva. Os lábios se conectam por uma membrana muito fina, não há entrada para a vagina e, com a fusão completa, a abertura da uretra se fecha. Geralmente, é uma condição pediátrica.

## Tratamento
Visto que a maior parte das fusões se desfaz com o tempo, o tratamento costuma não ser necessário, sendo exigido apenas quando há presença de sintomas. O método usual de tratamento para a sinéquia vulvar é a aplicação de creme de estrógeno tópica às áreas de adesão, com eficácia em 90% dos pacientes. Em casos mais graves, em que os lábios menores estão completamente unidos, causando obstrução do fluxo urinário  ou obstrução vaginal, os lábios devem ser separados por intervenção cirúrgica. Após o tratamento, é comum a fusão reaparecer, mas se acredita que isso pode ser prevenido por boas práticas de higiene. Um estudo mostrou que a betametasona pode ser mais eficiente que o creme de estrógeno para evitar o reaparecimento, e com menor efeitos colaterais.

## Epidemiologia
Sinéquia vulvar não é incomum entre meninas. É mais comum entre crianças entre 13 e 23 meses de idade, e tem incidência de 3,3% nesse grupo.  Estima-se que ocorra em 1,8% das meninas impúberes. Raramente ocorre em mulheres adultas, sobretudo em idade reprodutiva, mas se encontra ocasionalmente em mulheres na menopausa ou após o parto.